# Cantonul Bierné
Cantonul Bierné este un canton din arondismentul Château-Gontier, departamentul Mayenne, regiunea Pays de la Loire, Franța.

## Comune
| Comune                     | Populație (1999) | Cod poștal | Cod INSEE |
| -------------------------- | ---------------- | ---------- | --------- |
| Argenton-Notre-Dame        | ...              | 53290      | 53006     |
| Bierné                     | ...              | 53290      | 53029     |
| Châtelain                  | ...              | 53200      | 53063     |
| Coudray                    | ...              | 53200      | 53078     |
| Daon                       | ...              | 53200      | 53089     |
| Gennes-sur-Glaize          | ...              | 53200      | 53104     |
| Longuefuye                 | ...              | 53200      | 53138     |
| Saint-Denis-d'Anjou        | ...              | 53290      | 53210     |
| Saint-Laurent-des-Mortiers | ...              | 53290      | 53231     |
| Saint-Michel-de-Feins      | ...              | 53290      | 53241     |